# Episodi de I ragazzi della prateria (terza stagione)
La terza e ultima stagione della serie televisiva I ragazzi della prateria è stata trasmessa in anteprima negli Stati Uniti d'America dalla ABC tra il 28 settembre 1991 e il 23 luglio 1992.
| nº | Titolo originale                    | Titolo italiano | Prima TV USA      | Prima TV Italia |
| -- | ----------------------------------- | --------------- | ----------------- | --------------- |
| 1  | A House Divided                     |                 | 28 settembre 1991 |                 |
| 2  | Jesse                               |                 | 5 ottobre 1991    |                 |
| 3  | The Blood of Others                 |                 | 12 ottobre 1991   |                 |
| 4  | Between Rock Creek and a Hard Place |                 | 26 ottobre 1991   |                 |
| 5  | The Presence of Mine Enemies        |                 | 9 novembre 1991   |                 |
| 6  | Survivors                           |                 | 16 novembre 1991  |                 |
| 7  | The Initiation                      |                 | 25 novembre 1991  |                 |
| 8  | Just Like Old Times                 |                 | 30 novembre 1991  |                 |
| 9  | Spirits                             |                 | 7 dicembre 1991   |                 |
| 10 | A Tiger's Tale                      |                 | 28 dicembre 1991  |                 |
| 11 | Good Night Sweet Charlotte          |                 | 4 gennaio 1992    |                 |
| 12 | Song of Isaiah                      |                 | 18 gennaio 1992   |                 |
| 13 | Spies                               |                 | 25 gennaio 1992   |                 |
| 14 | Shadowmen                           |                 | 21 maggio 1992    |                 |
| 15 | Mask of Fear                        |                 | 28 maggio 1992    |                 |
| 16 | Dark Brother                        |                 | 4 giugno 1992     |                 |
| 17 | The Road Not Taken                  |                 | 11 giugno 1992    |                 |
| 18 | The Sacrifice                       |                 | 25 giugno 1992    |                 |
| 19 | Lessons Learned                     |                 | 9 luglio 1992     |                 |
| 20 | The Debt                            |                 | 16 luglio 1992    |                 |
| 21 | 'Til Death Do Us Part (Part 1)      |                 | 23 luglio 1992    |                 |
| 22 | 'Til Death Do Us Part (Part 2)      |                 | 23 luglio 1992    |                 |